# Heinz Wichmann

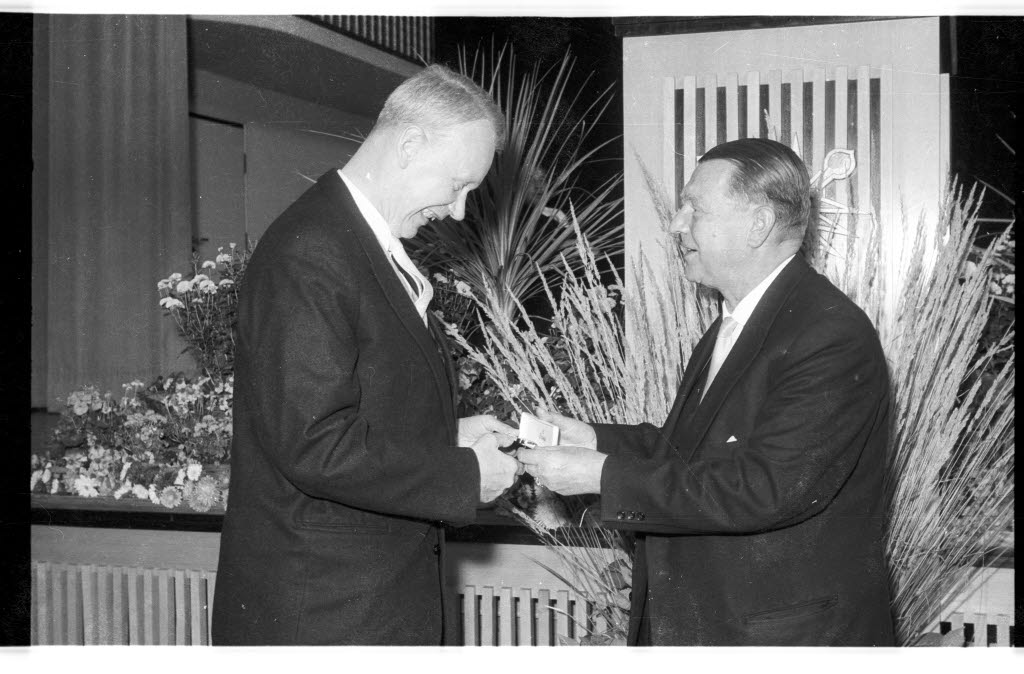
Verabschiedung von Heinz Wichmann als Präsident der Wehrbereichsverwaltung I durch den Vizepräsidenten Karl Georg Wittich

Heinz Wichmann (* 19. Januar 1908 in Hamburg-Blankenese; † 1988) war ein deutscher Verwaltungsjurist und Beamter.

## Leben

### Ausbildung und Persönliches
Heinz Wichmann, Sohn eines Arztes, studierte Rechts- und Staatswissenschaften in Hamburg, Kiel und Halle an der Saale. Er bestand beide juristischen Staatsprüfungen und wurde zum Dr. promoviert.
Er trat 1933 in die NSDAP ein. Wichmann war verheiratet und bekam vier Kinder.

### Laufbahn und Wirken
Wichmann war zunächst als Gerichtsassessor tätig und arbeitete dann von 1931 bis 1934 als Richter und Staatsanwalt. Er war ab 1936 im Außendienst des Reichswirtschaftsministeriums in Hamburg und Kiel und ab 1940 unter dem Oberpräsidenten Hinrich Lohse (NSDAP) im Oberpräsidium der Provinz Schleswig-Holstein tätig. Anschließend arbeitete er von Juli 1941 bis Mai 1942 im Reichskommissariat Ostland, unter anderem als persönlicher Referent des Reichskommissars Lohse in Riga. Im Jahr 1942 wurde er dann als Oberregierungsrat stellvertretender Leiter des Landwirtschaftsamtes Schleswig-Holstein. Am Zweiten Weltkrieg nahm er von 1942 bis 1945 teil, zuletzt als Leutnant und stellvertretender Batterieführer. Er wurde verwundet.
1947 wurde er in den Dienst des Ministeriums für Wirtschaft und Verkehr des Landes Schleswig-Holstein übernommen. Dort war er unter anderem persönlicher Referent des Ministers und Leiter der Abteilung Straßenbau, zuletzt im Amt eines Ministerialrates. In dieser Position initiierte er die Vorarbeiten für die Untertunnelung des Nord-Ostsee-Kanals bei Rendsburg und den Bau der Kiel-Segeberg-Autobahn bei Bad Oldesloe. 
Im Jahr 1956 wechselte er in die Wehrverwaltung und wurde Präsident der Wehrbereichsverwaltung I in Kiel und gewann in dieser Zeit ein gutes Verhältnis zum Ministerpräsidenten des Landes Schleswig-Holstein, Kai-Uwe von Hassel (CDU). Nachdem von Hassel das Amt des Bundesministers der Verteidigung angetreten hatte, holte er Wichmann als Leiter der Abteilung Personal im Amt eines Ministerialdirektors in das Bundesministerium nach Bonn als Nachfolger des zum Staatssekretär avancierten Karl Gumbel. Wichmann übernahm 1965 die Leitung der Abteilung Verwaltung und Recht und Generalleutnant Werner Haag folgte ihm als Leiter der Personalabteilung nach. Im Jahr 1969 versuchte der inzwischen zum Präsidenten des Deutschen Bundestages gewählte von Hassel, Wichmann als Nachfolger von Hans Troßmann zum Direktor beim Deutschen Bundestag zu machen. Dazu drängte er Troßmann, welcher bei den Bundestagsabgeordneten nicht sehr beliebt war, zu einem Rücktritt. Dieser Plan stieß bei den Bundestagsvizepräsidenten und dem SPD-Fraktionsvorsitzenden Helmut Schmidt auf Kritik und hatte keinen Erfolg.
Wichmann schrieb in Tageszeitungen und Zeitschriften über die Themen Wirtschaft, Verkehr und Straßenbau.

## Auszeichnungen (Auswahl)
- Großes Verdienstkreuz des Bundesverdienstordens (1969)